# Robert Merle
Robert Merle (Tébessa, 28 agosto 1908 – Parigi, 28 marzo 2004) è stato uno scrittore francese.
Nato in Algeria ma la sua famiglia era di origine francese, erano infatti contadini della regione di Cantal trasferitasi in Francia durante il periodo napoleonico nell'ottica di popolare la terra araba appena conquistata con gente francese.
Già all'età di 10 anni segue la famiglia in Francia che dopo la morte del padre, militare di carriera, si trovava in difficoltà economiche.
Studente modello diventa professore e nell'ambiente scolastico conosce Jean-Paul Sartre. Con lo scoppio della seconda guerra mondiale viene mandato a Dunkerque come agente di collegamento con le forze armate britanniche ma viene catturato e resta prigioniero fino al 1943. Da questa esperienza nasce il suo primo roamnzo  Week-end à Zuydcoote (1949), dove ha raccontato la battaglia di Dunkerque e l'imbarco delle truppe britanniche. Per questo romanzo ottiene il Prix Goncourt.
Tra le opere successive, per lo più improntate a toni di lucida violenza, si ricordano La morte è il mio mestiere (La mort est mon métier, 1952). 
Con la fine della guerra torna ad insegnare in diversi istituti in terra francese ma anche in Algeria. Il movimento studentesco del 1968 è l'ispirazione per il suo romanzo Derrière la vitre, in seguito decide di lasciare l'insegnamento per dedicarsi esclusivamente alla scrittura. 
Le guerre di religione in Francia sono al centro di un grande ciclo romanzesco (1977-2003) dal titolo Fortune de France.

## Opere
- Week-end a Zuydcoote (Week-end à Zuydcoote) (1949)
- La morte è il mio mestiere (La mort est mon métier, 1952)
- L'isola (L'île, 1962)
- Moncada, premier combat de Fidel Castro (1965)
- La notte dei delfini (Un animal doué de raison, 1967)
- Derrière la vitre (1970)
- Malevil (1972)
- Les hommes protégés (1974)
- Madrapour (1976)
- L'idole (1987)
- Le Soleil ne se lève pas pour nous (1987)
- Le propre de l'homme (1989)

### La serieFortune de France(1977-2003)
1. Fortune de France (1977)
2. En nos vertes années (1979)
3. Paris ma bonne ville (1980)
4. Le prince que voilà (1982)
5. La violente amour (1983)
6. La Pique du jour (1985)
7. La volte des vertugadins (1991)
8. L'Enfant-Roi (1993)
9. Les Roses de la vie (1995)
10. Le Lys et la Pourpre (1997)
11. La Gloire et les Périls (1999)
12. Complots et Cabales (2001)
13. Le glaive et les amours (2003)